# Braunschweigs voetbalkampioenschap 1916/17
In 1916/17 werd het elfde Braunschweigs voetbalkampioenschap gespeeld, dat georganiseerd werd door de Noord-Duitse voetbalbond. In 1915/16 werd er geen competitievoetbal gespeeld. Eintracht Braunschweig werd kampioen en plaatste zich voor de Noord-Duitse eindronde. De club versloeg FC Eintracht Hannover en verloor dan van Marine SC Wilhelmshaven. 
De uitslagen van de competitie zijn niet meer bekend. 

## Eindstand
| Plaats | Club                            | Wed. | W | G | V | Saldo | Ptn |
| ------ | ------------------------------- | ---- | - | - | - | ----- | --- |
| 1.     | FC Eintracht Braunschweig       |      |   |   |   |       |     |
| 2.     | FC Sportfreunde 04 Braunschweig |      |   |   |   |       |     |
| 3.     | SV 07 Braunschweig              |      |   |   |   |       |     |
| 4.     | MTV 1847 Braunschweig           |      |   |   |   |       |     |
| 5.     | Viktoria Braunschweig           |      |   |   |   |       |     |
| 6.     | FC Germania Wolfenbüttel        |      |   |   |   |       |     |
| 7.     | FC Merkur 04 Peine              |      |   |   |   |       |     |
| 8.     | SC Helmstedt                    |      |   |   |   |       |     |

|  | Kampioen |